# Tony Maggs
Pour les articles homonymes, voir Maggs.
Anthony Francis O'Connell "Tony" Maggs (né le 9 février 1937 à Pretoria et mort le 2 juin 2009) est un pilote automobile sud-africain qui a participé à vingt-six Grands Prix comptant pour le championnat du monde de Formule 1, faisant ses débuts le 15 juillet 1961. Il a obtenu trois podiums et inscrit un total de 26 points en championnat. Tony Maggs est entré dans les annales de la Formule 1 comme étant le premier Sud-Africain à participer au championnat du monde.

## Biographie sportive
Anthony n'a participé qu’à quelques courses d’envergure locale au volant d'une Austin Healey lorsqu’il quitte l’Afrique du Sud pour la Grande-Bretagne en 1959. Dès 1960, il court en Formule 2 sur une Cooper de l’écurie Essex et réussit à terminer 3e du Vanwall Trophy. En Formule Junior, il signe ses meilleurs résultats au volant d’une monoplace Gemini. En 1961, grâce à huit victoires, il devient champion d’Europe de Formule Junior au volant d’une Cooper du Tyrrell Racing.
En 1961, il débute en championnat du monde de Formule 1 au sein de l’écurie Louise Bryden-Brown qui lui permet de disputer deux courses sur Lotus 18. Cette Lotus-client est de la génération précédente mais Maggs se fait remarquer par ses performances au volant en terminant treizième puis onzième en s'élançant du fond de la grille et attire l’œil des patrons de Cooper.
Ainsi, en 1962, il intègre l'écurie officielle Cooper, où il devient le coéquipier de Bruce McLaren et dispose des T55 et T60 à moteur Coventry Climax. Dès la première épreuve de la saison, disputée à Zandvoort, Maggs entre dans les points en se classant cinquième. Au Grand Prix de France, il termine deuxième, à un tour du vainqueur Dan Gurney. Maggs trouve à nouveau le chemin du podium lors de l'épreuve de clôture, son Grand Prix national, en terminant troisième, derrière son chef de file Bruce McLaren.
Ses bonnes prestations lui permettent de prolonger son contrat avec l’équipe officielle Cooper pour la saison 1963. Il poursuit sur sa lancée en décrochant quelques bonnes positions hors-championnat, notamment un podium lors du Glover Trophy. En championnat du monde, il se classe cinquième lors du Grand Prix de Monaco, puis deuxième du Grand Prix de France, derrière Jim Clark. La suite de la saison le voit plus effacé : il ne remporte plus qu'un seul point, lors du Grand Prix d’Italie à Monza. Déçu par cette saison moins réussie que la précédente, il est écarté de l'écurie officielle Cooper, qui lui préfère l’Américain Phil Hill.
En 1964, il trouve refuge au sein de l‘écurie privée Scuderia Centro Sud (en), qui engage en championnat du monde des BRM P57. Maggs se classer quatrième du Grand Prix d'Autriche puis sixième du Grand Prix d'Allemagne. Conscient qu’il ne pourra pas rééditer ses exploits des saisons précédentes, il s’engage sur d’autres championnats où il parvient à se mettre en valeur. Ainsi, il décroche un podium en Formule 2 lors du Vanwall Trophy et quelques places d’honneur en Sport, où il pilote une Ferrari 250 GTO.
En 1965, le Reg Parnell Racing lui permet de disputer son Grand Prix national au volant d’une Lotus 25, sa dernière course en Formule 1. Il décide alors de se reconvertir en Endurance et en Sport (il avait déjà participé aux 24 heures du Mans 1961, 1963 et 1964 et, après deux abandons, il finit sixième en 1964 au volant d'une Ferrari 250 GTO). Maggs termine troisième des 12 heures de Sebring puis remporte les 9 heures du Rand en Afrique du Sud.
Lors d’une course de Formule 2 disputée à Pietermaritzburg, il est impliqué dans un accident qui coûte la vie à un adolescent. Bien que l’accident soit dû à un aléa de course et que l’adolescent se soit trouvé dans une zone du circuit interdite au public, Tony Maggs choisit d'abandonner définitivement la compétition automobile et rentre en Afrique du Sud, où il reprend les rênes de l’exploitation agricole familiale.

## Résultats en championnat du monde de Formule 1
| Saison | Écurie              | Châssis               | Moteur                                        | Pneus  | GP disputés | Points inscrits | Classement |
| ------ | ------------------- | --------------------- | --------------------------------------------- | ------ | ----------- | --------------- | ---------- |
| 1961   | Louise Bryden-Brown | Lotus 18              | Coventry Climax 4 en ligne                    | Dunlop | 2           | 0               | n.c.       |
| 1962   | Cooper Car Company  | Cooper T55 Cooper T60 | Coventry Climax 4 en ligne Coventry Climax V8 | Dunlop | 9           | 13              | 7e         |
| 1963   | Cooper Car Company  | Cooper T66            | Coventry Climax V8                            | Dunlop | 10          | 9               | 8e         |
| 1964   | Scuderia Centro Sud | BRM P57               | BRM V8                                        | Dunlop | 3           | 4               | 12e        |
| 1965   | Reg Parnell Racing  | Lotus 25              | BRM V8                                        | Dunlop | 1           | 0               | n.c.       |

## Résultats aux 24 heures du Mans
| Année | Équipe                     | Voiture            | Équipiers      | Résultat |
| ----- | -------------------------- | ------------------ | -------------- | -------- |
| 1961  | Essex Racing Stable        | Aston Martin DBR1  | Roy Salvadori  | Abandon  |
| 1963  | Porsche System Engineering | Porsche 718/8      | Joakim Bonnier | Abandon  |
| 1964  | Maranello Concessionnaires | Ferrari 250 GTO 64 | Innes Ireland  | 6e       |